# Chiesa dei Santi Jacopo, Cristoforo ed Eligio
La chiesa dei Santi Jacopo, Cristoforo ed Eligio (localmente nota come chiesa di San Jacopo Maggiore) è un edificio sacro che si trova ad Altopascio.

## Storia e descrizione
Edificata sul luogo di una chiesa precedente nel XII secolo, la chiesa ha avuto una storia caratterizzata da molteplici trasformazioni. Già nella seconda metà del Quattrocento, furono effettuati importanti interventi di restauro, durante i quali fu sostituita la copertura della chiesa con una volta a crociera fu rifatto il portale, così come venne nuovamente intonacato l’intero edificio e sostituito il pavimento. Nel Cinquecento fu aperta una porta sul lato sud, decorata con marmi colorati.
Tra il 1827 e il 1830 – dopo la chiusura dell’ospedale voluta dal Granduca Pietro Leopoldo – l'originaria chiesa romanica ha subito un radicale restauro ad opera di Giuseppe Pardini, che l'ha trasformata nel transetto di un nuovo e più ampio edificio, conservando tuttavia la facciata e la zona absidale. Il paramento murario è ripartito in due zone, una inferiore, a conci regolari di pietra, e una superiore, a fasce bicrome in marmo bianco e nero, articolata in un doppio ordine di loggette cieche.
La facciata è divisa in due parti, secondo il modello lombardo e quello pisano-pistoiese. Il portale ha una cornice di marmo liscio, rifatta dalla Soprintendenza ai monumenti nell'immediato dopoguerra (la precedente - si trattava di un rifacimento cinquecentesco - era stata asportata nel 1830, per addossarvi all'interno un altare laterale); ha al di sopra una lunetta a intarsi marmorei, con due figure di leoni che si affrontano, e due statue di leoni alle estremità. Salmi ha ritenuto che alla costruzione della parte marmorea della facciata (avvenuta verso la fine del XII secolo) abbiano lavorato due maestranze diverse: quella pistoiese di Gruamonte, che avrebbe messo in opera la parte in conci di pietra liscia, la fascia con le arcatelle cieche della loggetta inferiore, la porta principale e le statue piccole dei leoni; e quella pisana di Biduino per la parte superiore, costituita dal timpano con fregio, dalle colonne, dalla statua del Salvatore con il libro aperto e dalle statue alte dei leoni. L'operazione comportò enormi danni: l'antica chiesa venne sventrata e ridotta ad un involucro; furono distrutti volte, pulpito e altare della Madonna del Rosario; venne trasferito il fonte battesimale e tolta la cornice quattro-cinquecentesca della porta d'ingresso; fu, poi, completamente asportato il pavimento e il sottosuolo, cui si è perduta persino la documentazione archeologica. Una tale distruzione interessò anche l'oratorio della Compagnia della Purificazione, edificato parallelamente alla chiesa probabilmente nel XVI secolo, con una loggetta sul davanti simile a quella della chiesa di S. Rocco. Tutta quell'area, un tempo graziosa, venne dequalificata e lasciata in abbandono, finché il regime fascista, trasformando urbanisticamente la piazza, le diede maggiore ordine, togliendo però quello che rimaneva della vecchia connotazione.
L'interno, a tre navate con cappelle, conserva, tra altre opere, una Adorazione dei pastori attribuita al Poppi e databile al 1569 - 1570 circa, eseguita probabilmente in collaborazione con Francesco Brina. Nella zona absidale, un affresco novecentesco raffigura San Jacopo con il bordone e la conchiglia, simboli del pellegrinaggio, mentre benedice le folle in preghiera dalla prua di una imbarcazione, che per forma richiama il Tau.
La chiesa conserva una reliquia del santo: un frammento di osso del braccio, portato in processione per le vie del paese il 25 luglio.

## La torre campanaria
Di epoca medievale, e più precisamente databile al 1280, è la torre campanaria, dalla quale suonava la caratteristica campana della Smarrita, che fungeva da richiamo per i pellegrini e i viandanti che si perdevano nelle aree palustri del Lago di Bientina. La Smarrita viene attualmente suonata una volta l'anno, in occasione dei festeggiamenti del Santo patrono, S. Jacopo Maggiore.
Fungeva anche da fortezza del castello, come si rileva osservando la parte inferiore, dove sono situati due vani ciechi a cui si accede con botole e corrispondenti ad una cisterna, un granaio (Nelli) e le feritoie soprastanti. Più in alto iniziano le finestre: monofore, bifore, trifore e quadrifore. L'ultimo piano ha verso nord trifore anziché quadrifore, più larghe, per il passaggio delle campane. Sopra il piano della monofora, quasi a segnare il confine tra la parte più propriamente militare e il resto dell'edificio, vi erano agli angoli le statue degli Evangelisti, in marmo, delle quali ne rimangono tre e piuttosto malridotte: l'Angelo di S. Matteo (sud-ovest), l'aquila di S. Giovanni (nord-ovest) e il toro di S. Luca (nord-est); manca il leone di S. Marco (sud-est), forse abbattuto in epoca posteriore al XVIII secolo da un fulmine. Sulle arcatelle cieche, in corrispondenza della stessa altezza, vi sono scolpite figure e teste di uomini, animali, frati e diavoli. Occorre però cautela nel valutare quanto dell'ornamentazione del campanile sia originaria e quanto sia invece frutto dell'intervento di restauro dell'architetto Giuseppe Pardini, avvenuto nella seconda metà dell'Ottocento su vari monumenti lucchesi; è noto infatti che il Pardini, nello spirito della sua epoca, non si limitava a restaurare o a ripristinare con criteri di lettura filologica, ma rifaceva e interpretava, come si può vedere dalla facciata della chiesa di S. Michele in Foro a Lucca, dove inserì tra le teste delle mensole i volti dei grandi protagonisti del Risorgimento (Morelli). Intervenne anche sulla torre di Altopascio (1866), per cui Morelli adombra il sospetto che sia stata rimedievalizzata; è certo che rifece mensole, colonne, basi, capitelli, architravi, archetti oltre che gran parte del paramento esterno ed interno. Inoltre rimise in luce o rifece la merlatura: la Descrizione del 1740 rileva infatti che la torre aveva un tetto a cuspide, come quello di porta Mariani. Dopo la distruzione del castello, il campanile servì da alloggio per il castellano ed una piccolissima guarnigione di soldati del comune di Firenze, che aveva soprattutto compiti di osservazione e di difesa per evitare che il fortilizio fosse preso dai nemici (Nelli). Verso via Cavour si nota sul campanile il segno del Tau, emblema dell'Ospedale. L'identificazione della scritta GE RARDUS DE GE, con il nome dell'architetto che diresse la costruzione del grande monumento non è convincente: dovrebbe con più probabilità trattarsi del sacerdote Gerardo Gentili di Volterra, procuratore di Guglielmo Capponi, che prese possesso giuridico del beneficio dell'Ospedale per conto del suo Patrono nel 1477.

## Galleria d'immagini

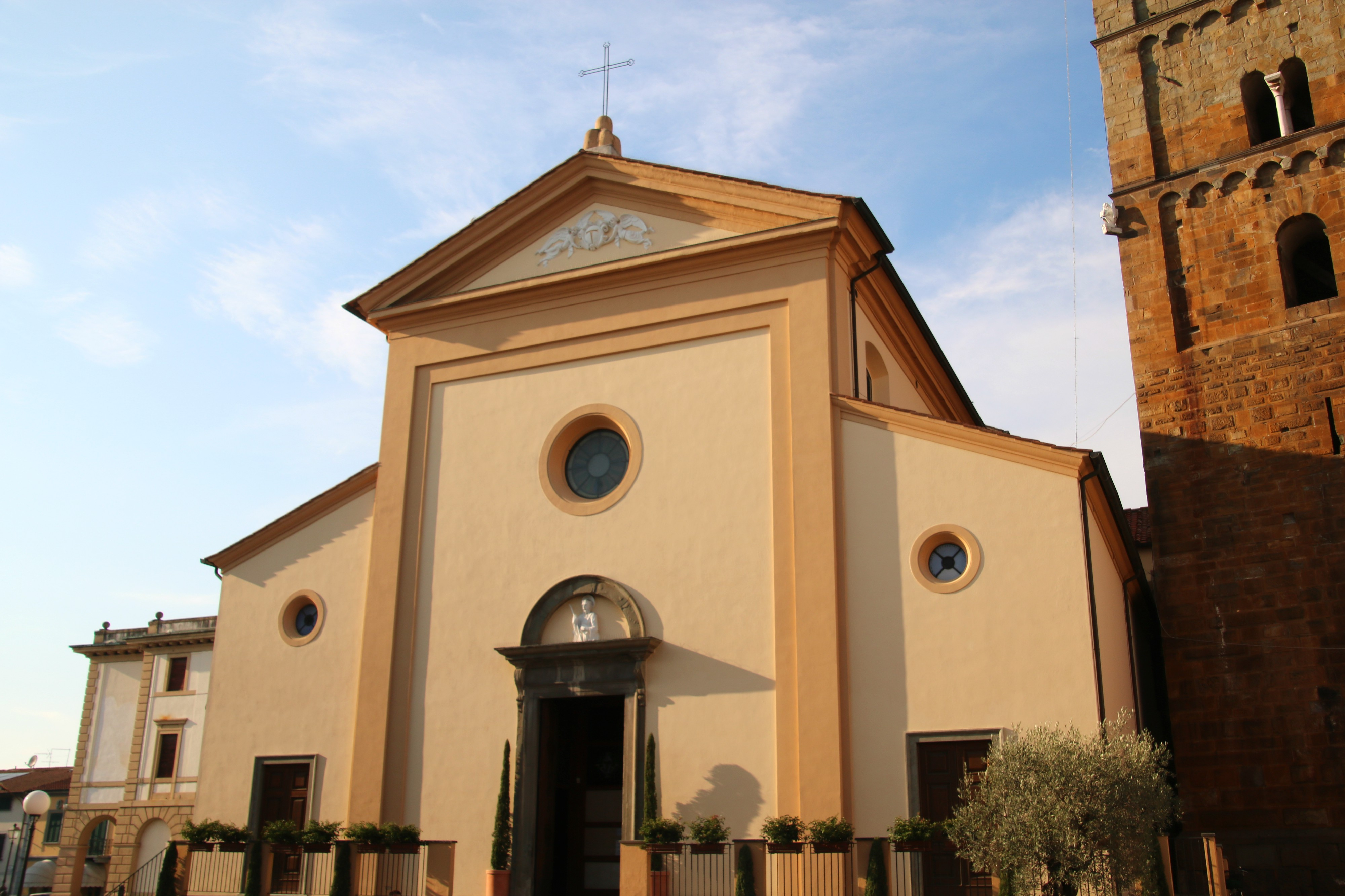
Facciata della parte moderna
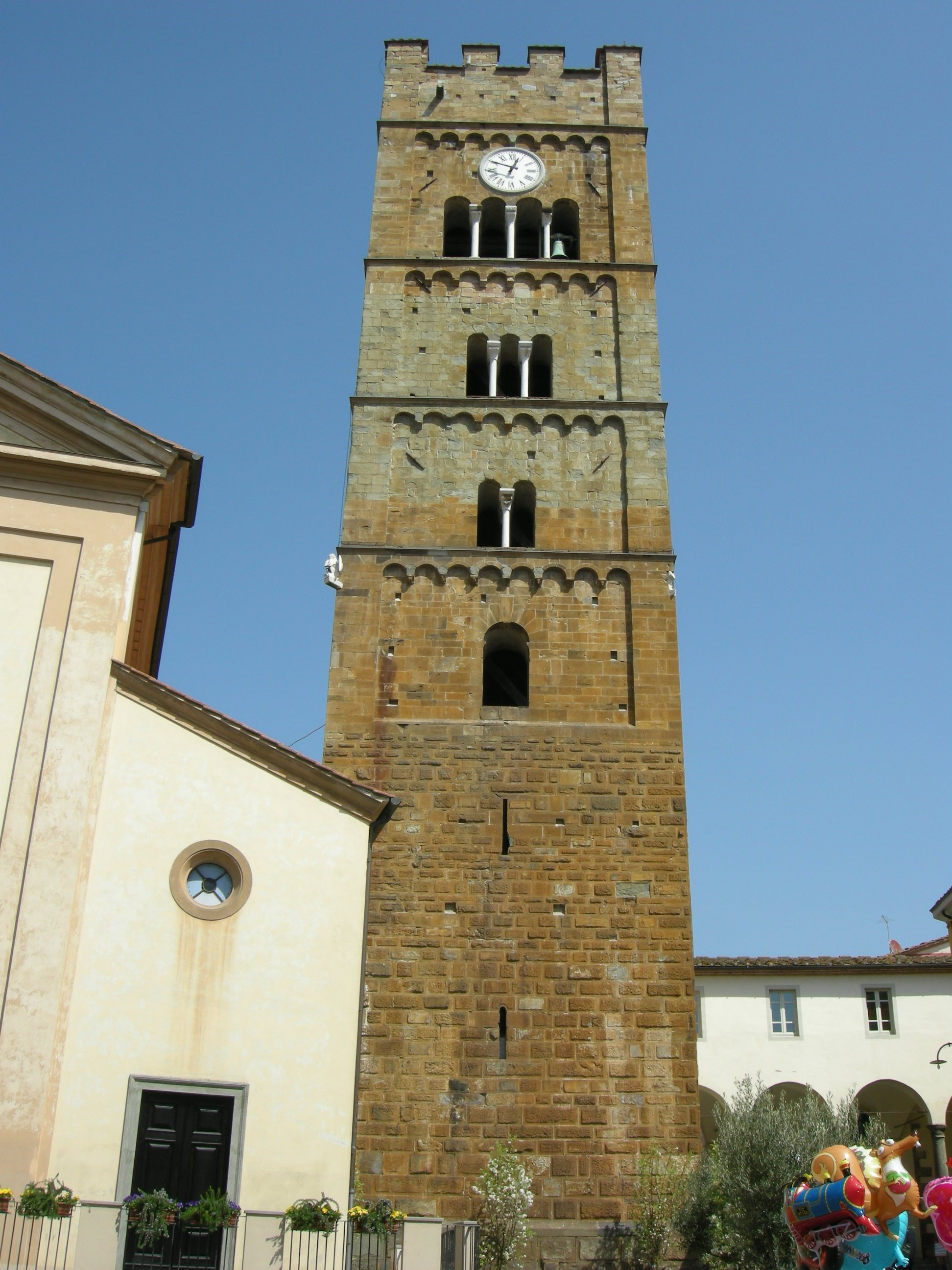
Il campanile
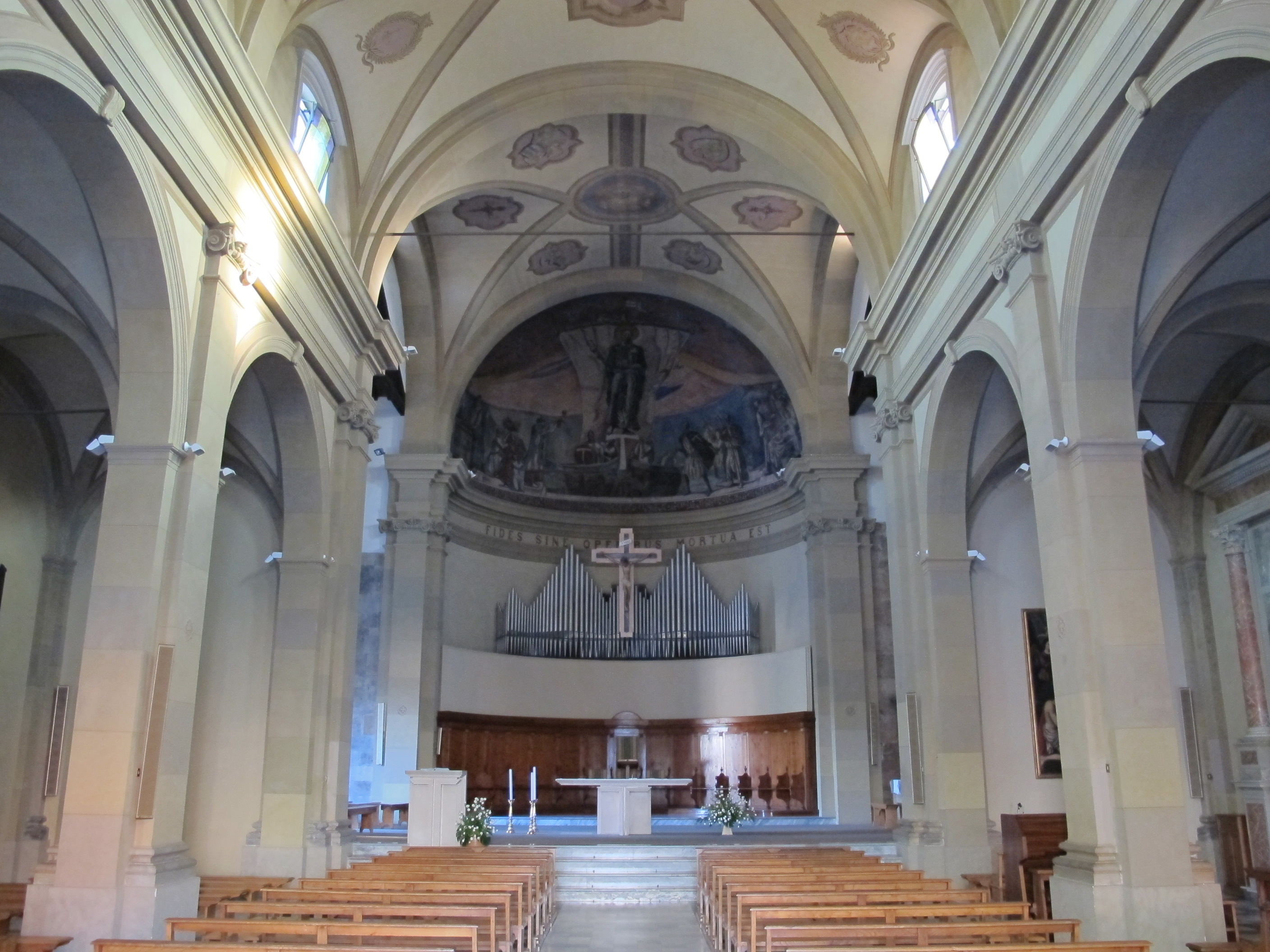
Interno (lato moderno)
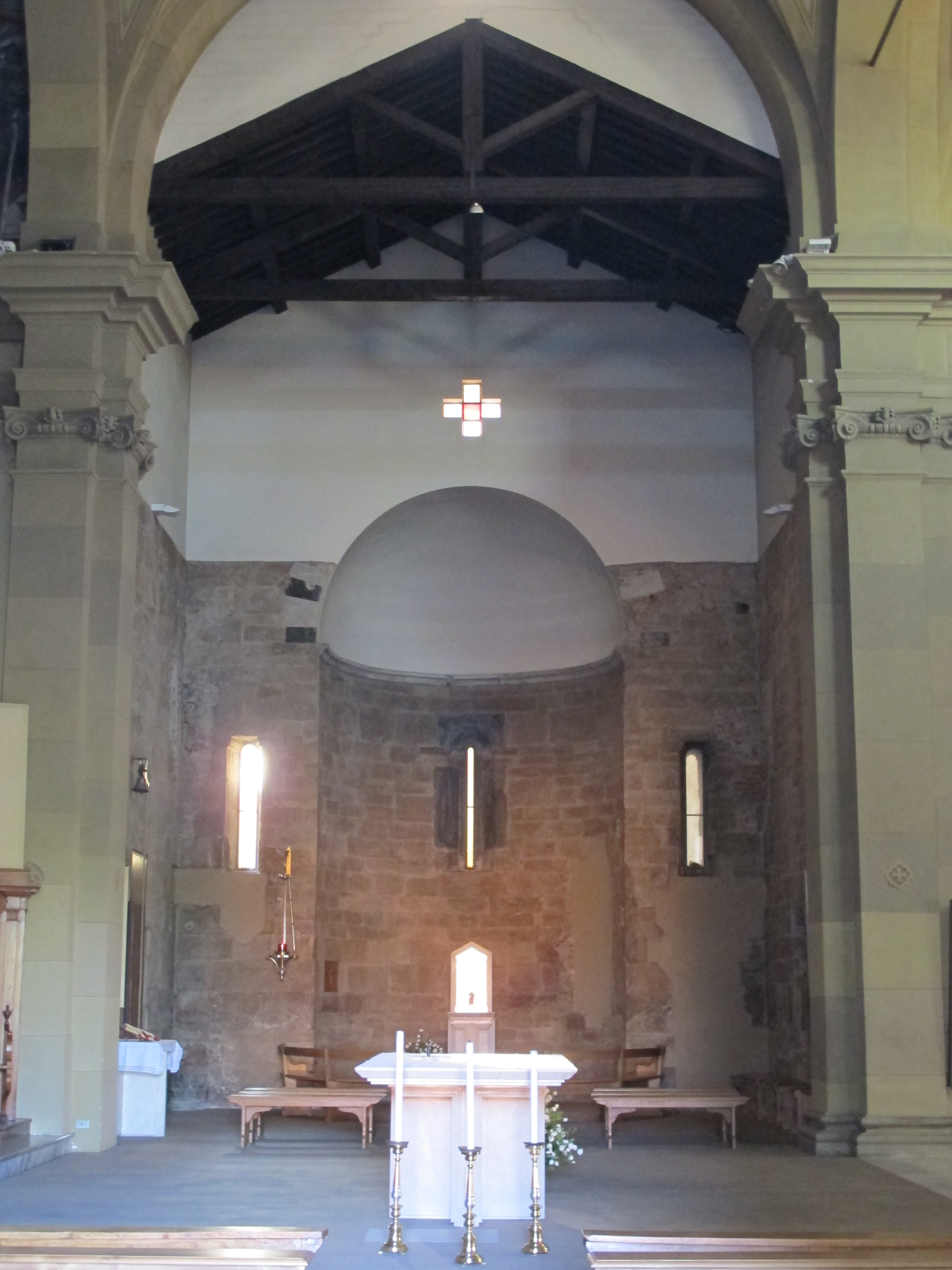
Interno (parte vecchia)